# Choachí
Choachí es un municipio colombiano del departamento de Cundinamarca, ubicado en la Provincia de Oriente, a 42 km al oriente de Bogotá. 
La cabecera municipal se encuentra a una altitud de 1924 m, con una temperatura media anual de 18°C.

## Toponimia

### Origen lingüístico[3]
- Familia lingüística: Chibcha
- Lengua: Muysccubun

### Significado
El significado del nombre del municipio es muysca, y tiene múltiples interpretaciones dependiendo del autor. Entre otras se encuentran las siguientes:
- Miguel Triana: "Chigua chía". A la ventana o agujero de la casa por donde miraban el paisaje se le dice Chigua y a la luna Chía, por lo cual el boquerón de la cordillera por donde asomaba la Luna, recibió el nombre poético de «Ventana de la Luna», «Boquerón de la Luna», del cual proviene Chiguachía, o Choachí.

- Joaquín Acosta Ortegón: Según este autor, no está bien significar cuando la Luna sale sobre una serranía, como si lo hiciera por una ventana. Por lo tanto, divide la palabra, a fin de darle una traducción más precisa en la lengua indígena: Chi gua chíe, lo cual quiere decir: «nuestro monte luna». También puede derivar de chigua que significa «eco» y chie que significa «nuestro», lo cual significaría: «nuestro eco» o «continuación de nuestro mundo».

Choachí- chiguachí-chiguachie posiblemente pertenece a la lengua general Muisca y presenta los vocablos chi "nosotros", gua "cerro, cordillera", chie "luna, mes". También se dice que a la "ventana o agujero de la casa por donde miraba el paisaje" se le dice chigua. En otra aproximación chigua es "eco" y chie "nuestro".

### Origen / Motivación
Choachí es una voz derivada de la palabra chaguaní, nombre dado por los muyscas al lugar que hoy ocupa el municipio.

### Nombres históricos
- Chiguachí o Chiguano (antes de la Conquista)
- San Miguel de Choachí (1563).

## Historia

### Época precolombina
En la época precolombina, hacia la orilla occidental del actual río Blanco había tres poblaciones indígenas cuyos nombres en lengua muisca eran Gacha, Tuche y Chiguachí, la segunda ubicada en el sitio donde hoy se encuentra el casco urbano de Choachí.

### Nuevo Reino de Granada

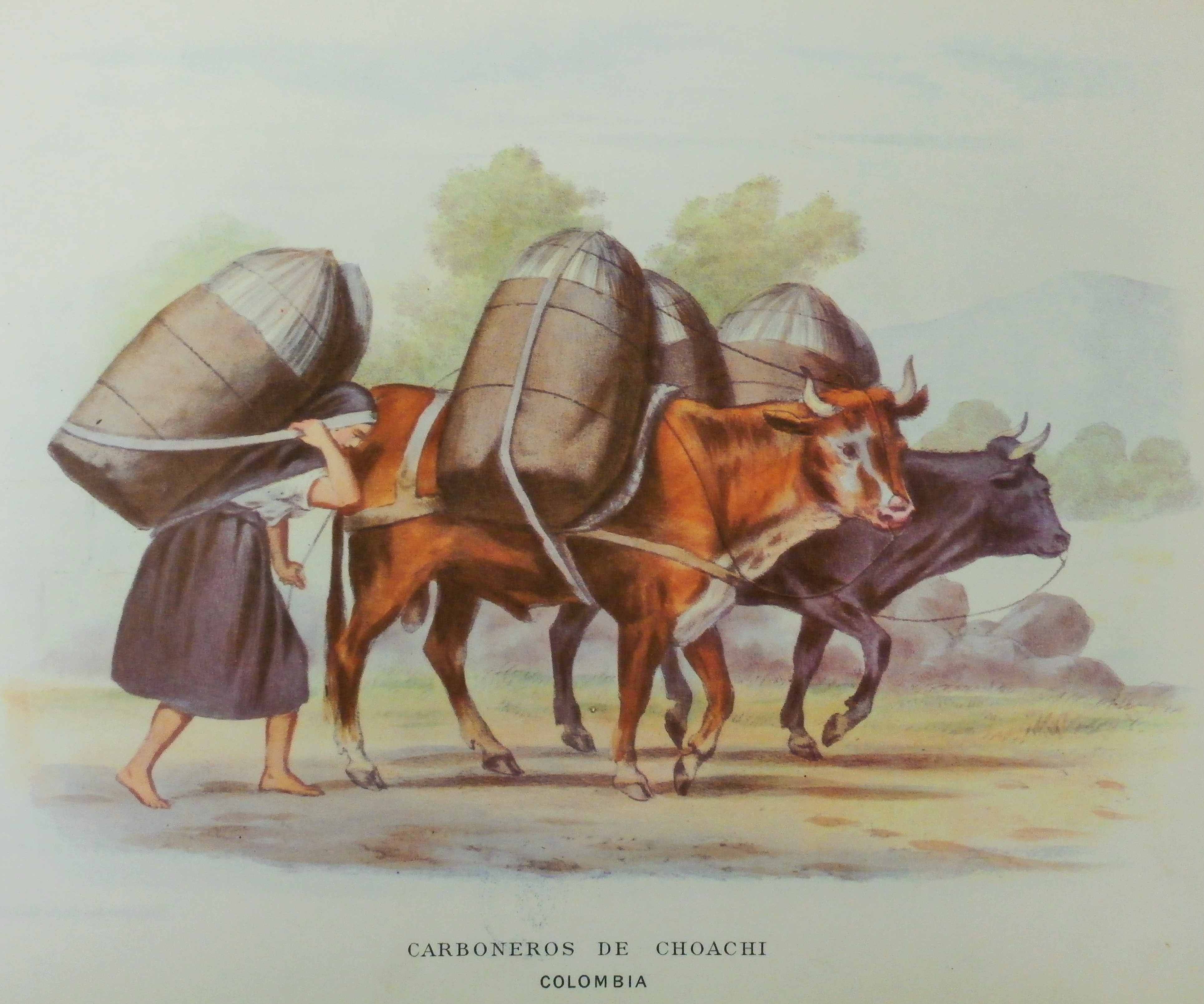
Carboneros de Choachí durante el.

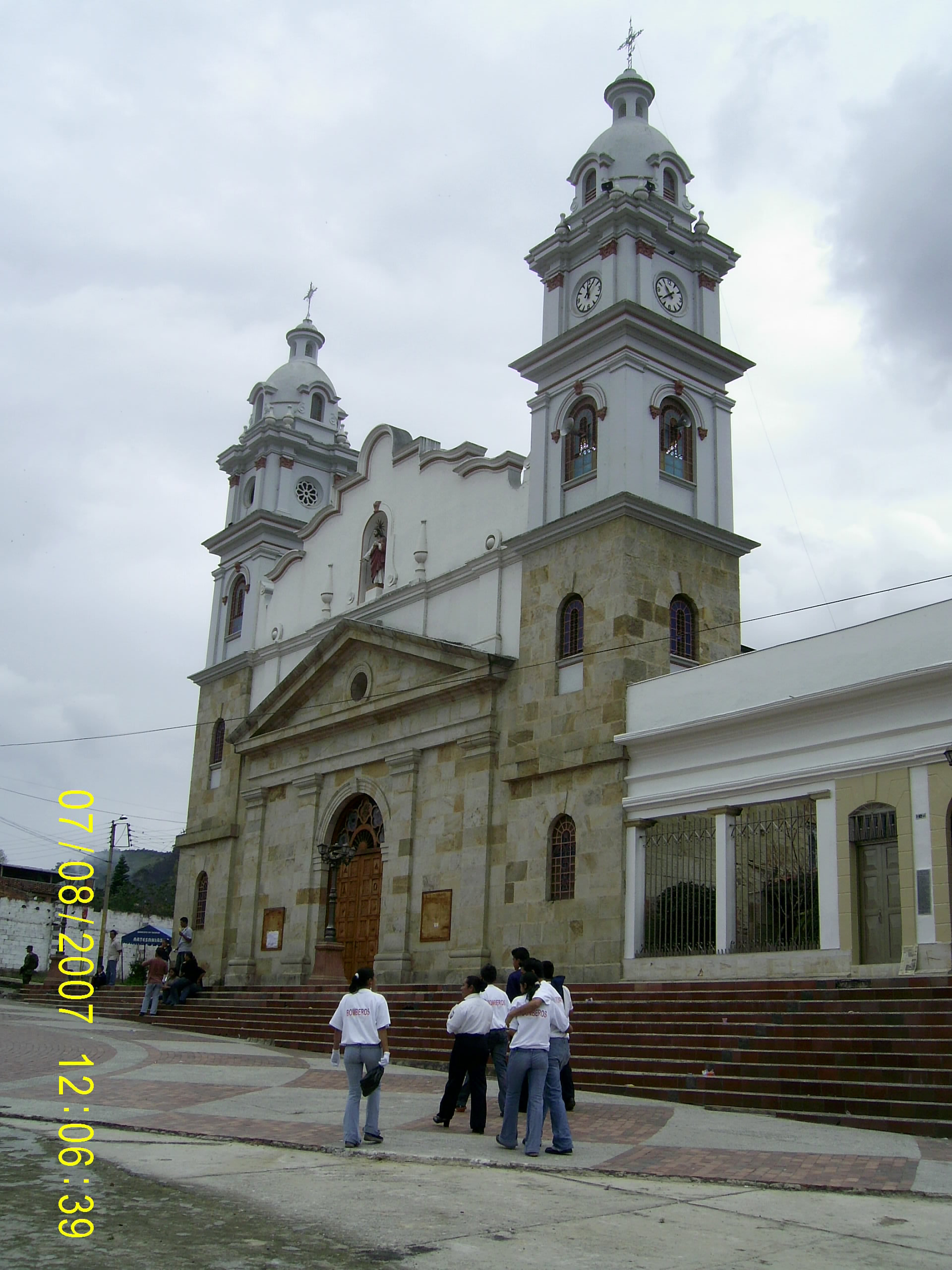
Iglesia de San Miguel de Choachí, que hace parte de la arquidiócesis de Bogotá.

En 1555 llegaron los españoles bajo el mando del capitán Juan de Avellaneda, quien desistió de su título de Encomendero. Hacia 1558, llegó Antonio Bermúdez (fundador de Choachí), este último, soldado y compañero del adelantado don Gonzalo Jiménez de Quesada, quien debido a su fidelidad y servicios militares fue nombrado encomendero por la Real Audiencia en las tierras del cacique Ubaque, correspondiéndole la porción de Chiguachí.
Del proceso adelantado por el oidor Diego de Villafañe en 1563, en contra de Antonio Bermúdez, se menciona que el primer trazado del pueblo al estilo español fue en 1560, pero este poblado fue incendiado por el cacique Bosatiba, lo que obligó a que se hiciera un nuevo y definitivo trazo en 1564, en el sitio actual; tradicionalmente se tiene como fecha fundacional el 29 de septiembre de 1560, pues ese día se conmemora la fiesta patronal de san Miguel Arcángel. 
En 1594, el Oidor Miguel de Ibarra visitó la población que no tenía Encomendero, pues Bermúdez se había declarado en bancarrota y ahora este pequeño poblado dependía directamente de la Corona Real. Para 1600 la visitó el Oidor Luis Enríquez quien hizo construir una "iglesia en teja, piedra y tapia pisada" siendo contratados para tal fin a Juan Beltrán de la Sarte y el alarife Hernando Arias.
El 12 de diciembre de 1605, el cura fray Pedro de Fuentes certificaba que la iglesia aún estaba siendo reconstruida. De 1608 a 1615 fue cura doctrinero de San Miguel de Choachí fray Andrés de la Cueva, religioso Agustino que fundó una escuela para los indios y abrió por primera vez el registro de los libros parroquiales, cuya primera partida de bautismo data de 23 de febrero de 1606.

### Virreinato de Nueva Granada
En la segunda década del siglo XVIII (1720?) los Padres Agustinos, encargados de la parroquia, llevaron del cerro bogotano de Monserrate, la réplica de la Imagen de la Virgen "Moreneta" traída desde Monserrat (Cataluya) por el sacerdote criollo Pedro Solís y Valenzuela y desde entonces se convirtió en la Titular de Choachí bajo el nombre de la Morenita.  
En la visita del oidor Joaquín Aróstegui y Escoto, de 9 de febrero de 1759, al pueblo de San Miguel de Choachí, el padrón de vecinos dio 203 personas repartidas en 52 familias. El oidor Arosteguí y Escoto, por auto de 12 de febrero de 1759, señaló una parcela de comunidad y creó una casa hospital para viudas, pobres y demás necesitados. Entonces regentaba el curato Juan Domingo Caballero, primer cura o clérigo que sucedió a los Agustinos Descalzos. 
En el censo de 7 de abril de 1761, los Chiguanos estaban divididos en tres parcialidades: Suza, Tuche y Mugui. El 10 de enero de 1779, en la visita del fiscal Francisco Antonio Moreno y Escandón, se censaron 198 indios, entre ellos 44 tributarios.
En julio de 1781, nació José Ignacio Pescador Amaya, hijo del indígena Matheo y la española Isabel, quien fue ordenado sacerdote en 1807 y siendo párroco de Gautaquí, firmó en Santafé de Bogotá el Acta de Independencia el 20 de julio de 1810 a nombre del clero nativo. 
El 21 de julio de 1810, hombres armados de varas y herramientas, en un orden de 500 personas de los pueblos de Ubaque, Fómeque y Choachí, liderados por sus párrocos, en especial del sacerdote José María Estévez, quien luego siendo Obispo de Santa Marta, administró sacramentalmente y presidió las primeras honras fúnebres del Libertador Simón Bolívar, llegaron a apoyar la Revolución, siendo considerados como la génesis del Ejército Nacional. Estévez permaneció en Choachí entre los años 1808 a 1821.    

### SigloXX
El 1 de febrero de 1910 se posesionó de la Parroquia el Pbro. Darío Latorre, quien desempeñó como cura párroco hasta 1922 y construyó parte del actual templo de San Miguel, hecho que aparece consagrado en una placa de mármol erigida el 20 de enero de 1940 y en otra del 20 de julio de 1910.
Siendo muy niño, el poeta Germán Pardo García, pasó parte de su orfandad entre los campesinos peones de su padre y a quienes luego les dedicó varias de sus composiciones. Amó a Choachí como su pueblo natal, aunque hubiese nacido en Ibagué. A su pequeño pueblito le escribió varios sonetos que pertenecen a la compilación de los Ángeles de Vidrio.

## Leyendas

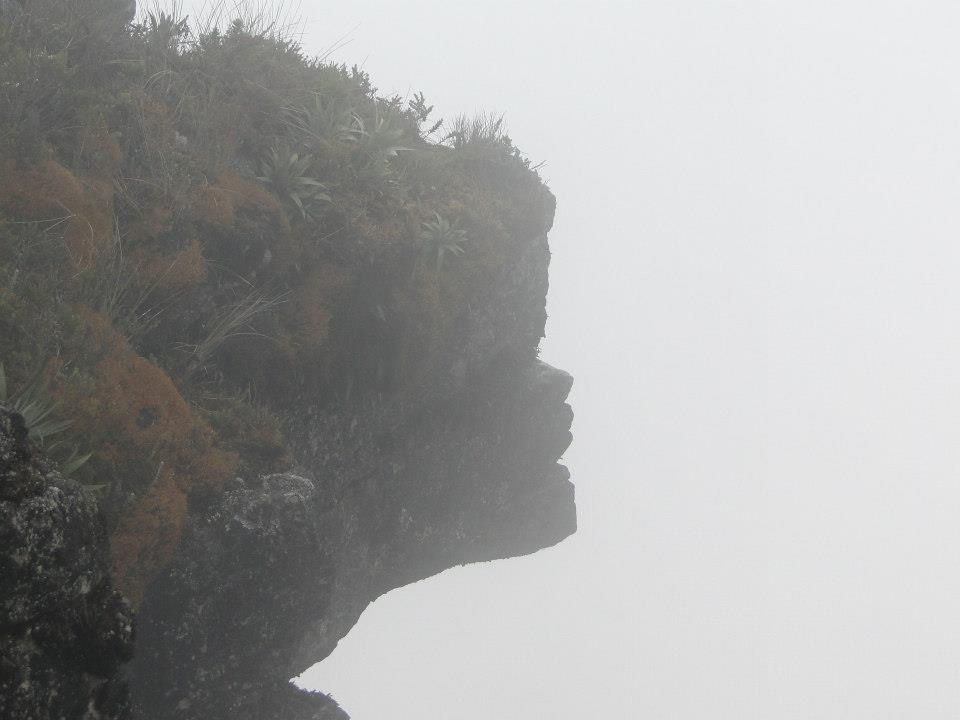
Formación rocosa conocida como "Cara del Indio".

#### La Piedra de la Cara del Indio
Por el páramo de Cruz Verde, en Choachí, pasa un camino que desde tiempos precolombinos conectaba la sabana de Bogotá con los llanos orientales, y que posteriormente fue conservado por los españoles como Camino Real. Por tanto, era una vía de comunicación estratégica que comunicaba a los muiscas con los pueblos indígenas de los llanos, y permitía el intercambio de productos. Sin embargo, también podía permitir el acceso de enemigos, por lo que el cacique de Choachí tenía la responsabilidad de vigilar la entrada y salida de personas por aquel camino.
La leyenda local cuenta que un indio que debía permanecer siempre vigilante de aquella zona, cuando estuvo muy viejo, le pidió al cacique que lo convirtiera en roca para poder vigilar siempre el camino. Otra versión refiere que fue el cacique el que le pidió a los dioses ese favor. Desde entonces, la cara del indio permanece vigilante para proteger a los pueblos de Ubaque y Choachí, y se considera que esa parte del camino es un portal al territorio sagrado de los muiscas.

#### El Cáliz de La Chorrera

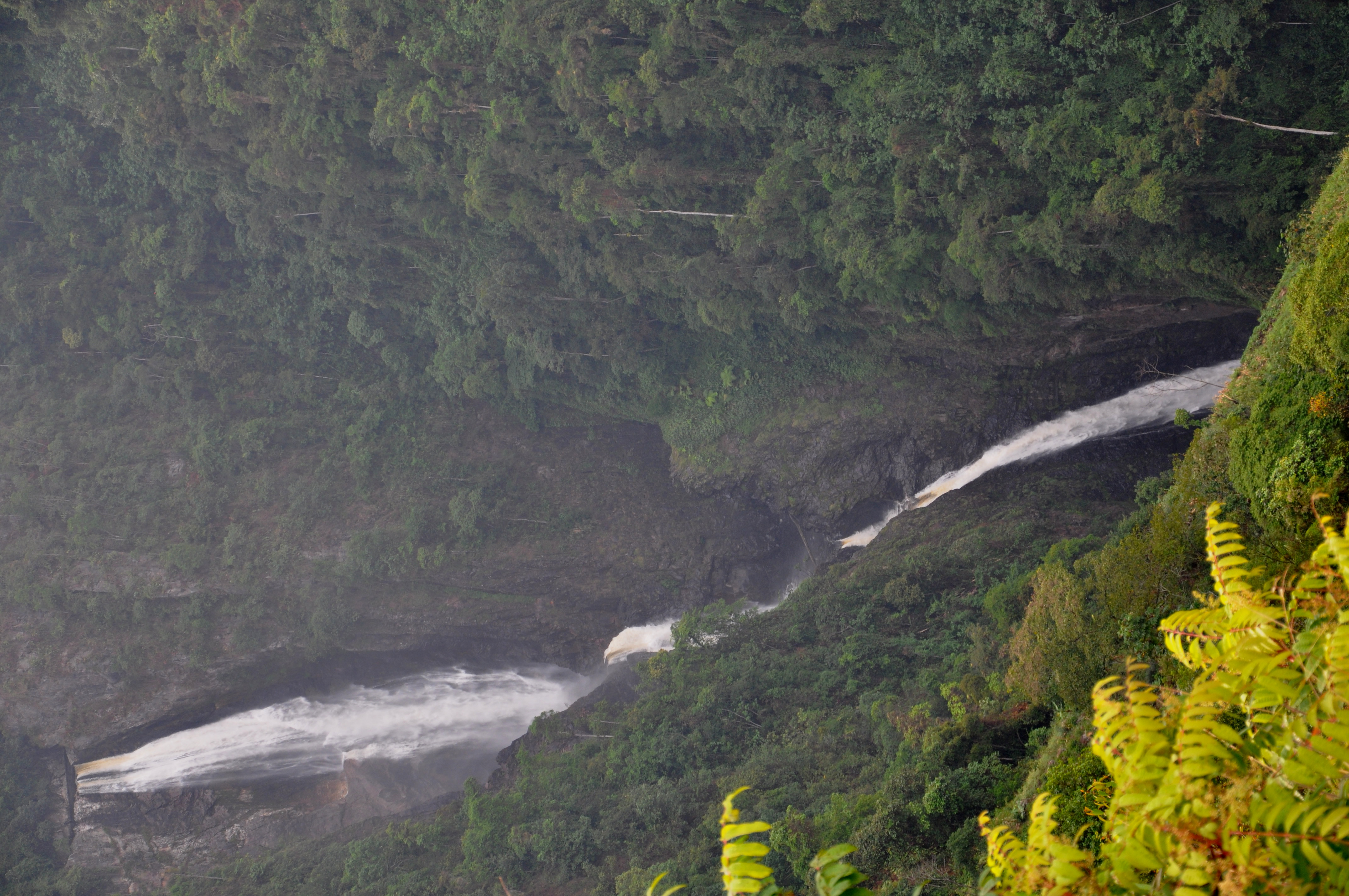
Cascada La Chorrera.

En la cascada La Chorrera, la más alta de Colombia, con 590 m de altura, se cuenta que, en tiempos de los españoles, unos ladrones robaron el sagrado cáliz de la iglesia de San Miguel de Choachí y lo escondieron detrás de la cascada. Desde entonces se dice que cada vez que crece la cascada es porque el cáliz derrama las lágrimas de Cristo, o porque los espíritus de los ladrones lloran por el pecado de cometieron.

## Geografía

### Límites municipales
Choachí está delimitado por sus vecinos pertenecientes a Cundinamarca excepto por el occidente con Bogotá.
| Noroeste: Bogotá, D.C Localidad de Chapinero (Vereda Verjón Bajo Norte) y La Calera (Vereda El Hato) | Norte: La Calera (Veredas Frailejonal, Jerusalén, La Junta, Tunjaque, La Hoya y La Jangada Río Blanco) | Nordeste: La Calera (Vereda Mundo Nuevo)          |
| Oeste: Bogotá, D.C Localidad de Santa Fe (Veredas Verjón Bajo Sur y Verjón Alto)                     | | Este: Fómeque                                     |
| Suroeste: Ubaque                                                                                     | Sur: Ubaque                                                                                            | Sureste: Fómeque (Río Negro y Páramo de Chingaza) |

### Geología

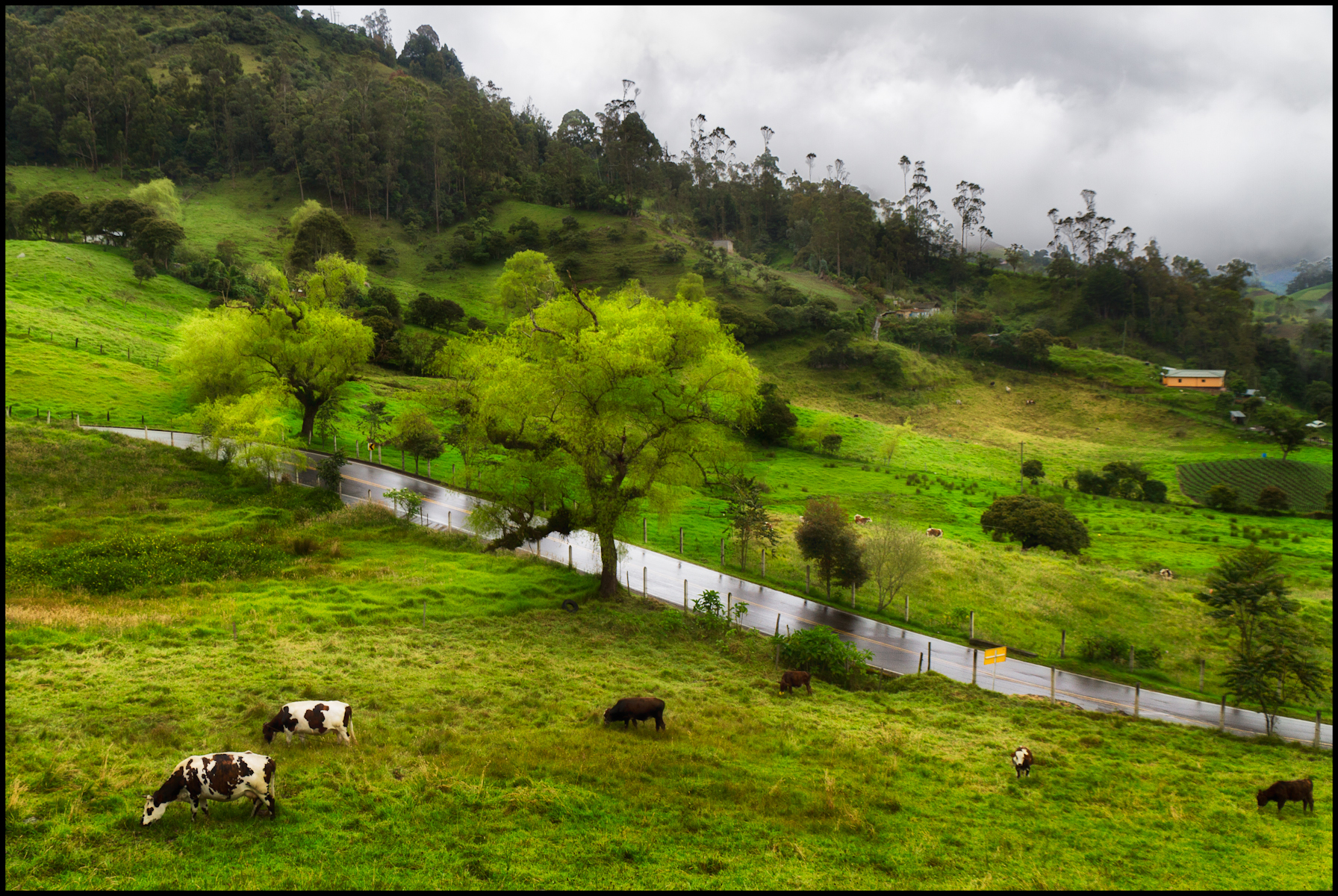
Vista de la carretera Bogotá-Choachí.

Choachí está en su integridad en una zona con rocas sedimentarias de edad cretácica. El casco urbano y la cuenca del río Blanco están dentro de la Formación Fómeque, donde se han evidenciado fenómenos de remoción en masa. Así mismo, hay un intenso plegamiento y fallamiento

## Movilidad
El municipio de Choachí se comunica con la variante vial que sale de Bogotá por la Quinta de Bolívar (localidad de Candelaria) pasando por los Cerros Orientales y el Páramo de Cruz Verde hasta la cabecera municipal. Al sur tiene salida al vecino municipio de Ubaque para conectarse a Villavicencio por la Ruta Nacional 40 en Cáqueza y al este otra variante hacia Fómeque. 
El municipio de Choachí se encuentra comunicado por carretera departamental desde Bogotá hasta la cabecera municipal; tiene 7 m de ancho y una longitud de 38 km. 

## Educación
El municipio cuenta con varias instituciones educativas:
- Colegio Departamental Ignacio Pescador.
- Institución Educativa el Hato.
- Institución Educativa Ferralarada.
- SENA.
- Academia de inglés Speaking Well Institute.
- Escuela Laureano Gomez

## Turismo

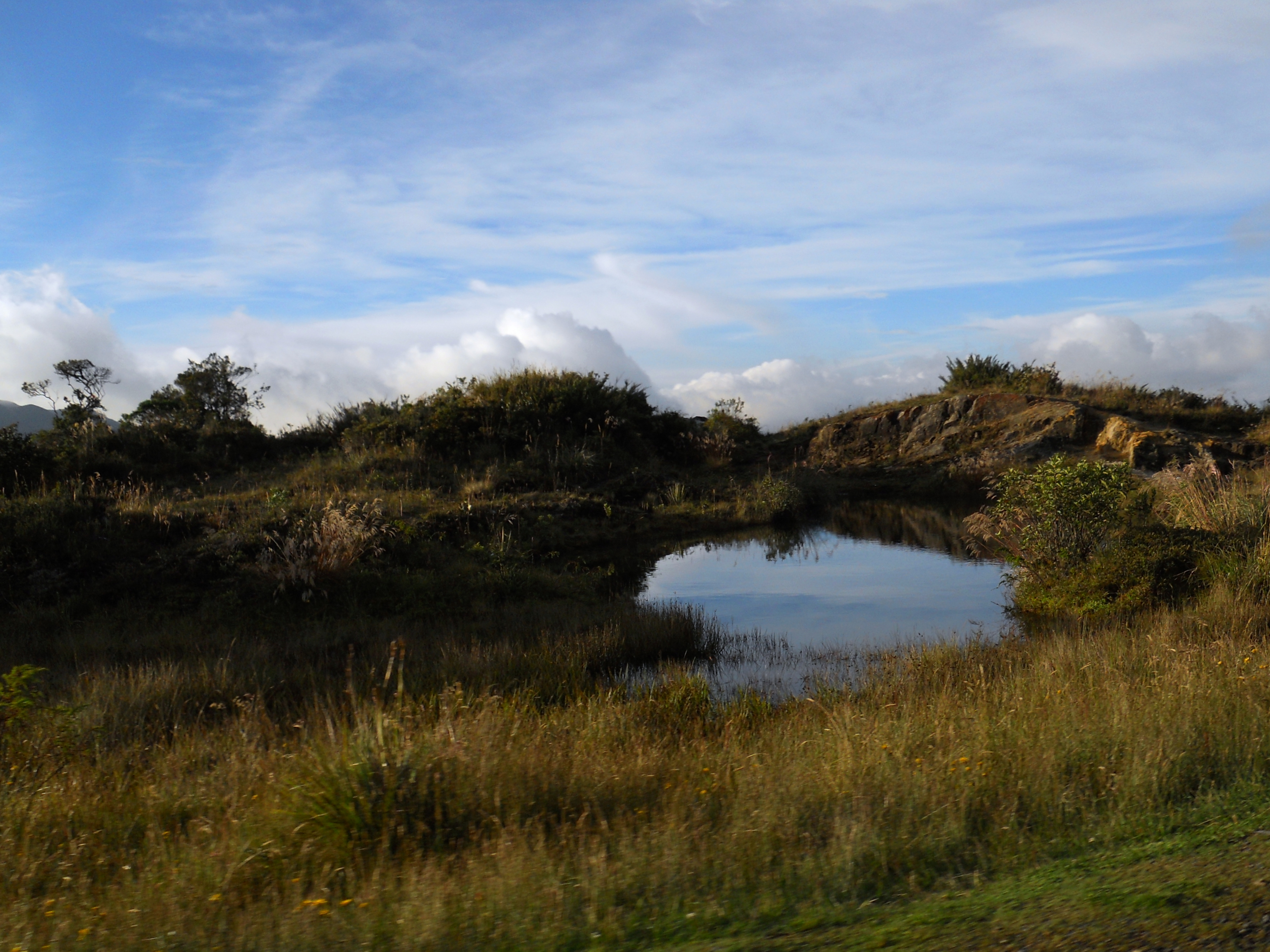
Páramo de Cruz Verde.

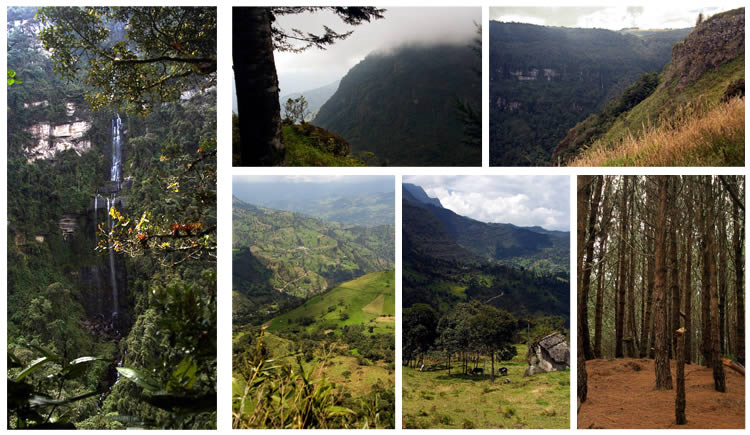
Cascada La Chorrera, vista general y vista rural de Choachí.

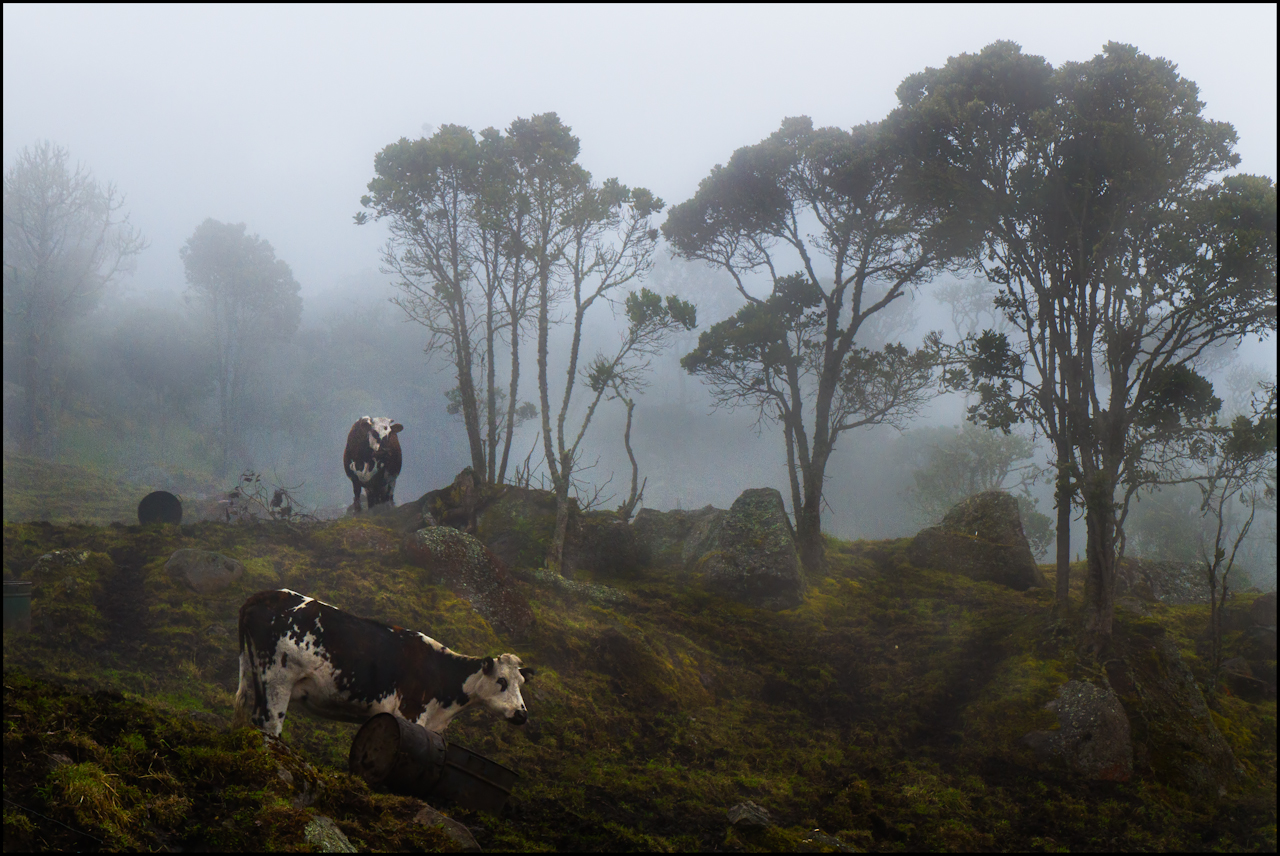
Paisaje rural en Choachí.

- Páramo de Cruz Verde: El páramo de Cruz Verde se encuentra entre los municipios de Choachí, Ubaque y Chipaque, y en parte del Distrito Capital de Bogotá, a una altitud entre los 3.300 y los 3.500 m s. n. m. Es de gran importancia porque hace parte del sistema ecológico que provee de agua a una parte de la región.

- Parque Ecológico Matarredonda (conocido por los muiscas como Cavintuca): Se encuentra en el predio El Verjón, en el páramo de Cruz Verde, aproximadamente a 18 km de la vía que de Choachí conduce a la capital. En este parque nacen los ríos Teusacá, Palmar y San Cristóbal, entre otros, por lo que es considerado como una fábrica de agua.

- Laguna El Verjón: Se encuentra en el páramo de Cruz Verde, a una altitud de 3.420 m s. n. m. En esta laguna nace el río Teusacá.

- Laguna del Silencio: Se encuentra en el Parque Ecológico Matarredonda, en un recodo del antiguo Camino Real, al terminar el largo ascenso al páramo. Fue llamada Laguna del Silencio porque los caminantes, después de tan largo trayecto, no tenían aliento para hablar, y acudían a la laguna para beber agua y tomar aliento. Los muiscas la consideran una laguna sagrada y afirman que en sus aguas habita una diosa.

- La Chorrera: Se encuentra ubicada en la vereda El Curí, en la parte occidental del municipio, a dos horas del camino principal, por un camino de herradura. La caída de agua dulce tiene una altura de 590 m, lo que la convierte en la cascada más alta de Colombia, la sexta de Hispanoamérica y la sexuagésima del mundo. El curso de agua que cae en dicha cascada es la quebrada La Palma, y la rodea un bosque de niebla. Una leyenda local refiere que en tiempos de los españoles, unos ladrones robaron el sagrado cáliz de la iglesia de San Miguel de Choachí y lo escondieron detrás de la cascada. Desde entonces se dice que cada vez que crece la cascada es porque el cáliz derrama las lágrimas de Cristo, o porque los espíritus de los ladrones lloran por el pecado de cometieron.

- El Chiflón: Es una hermosa cascada ubicada en la vereda El Curí, de aproximadamente 60 m de altura con mucha fuerza en su caída.

- Río Blanco: Es un río que nace en el municipio de La Calera y pasa a 20 minutos del casco urbano de Choachí, bajando por la Calle de los Burros. Es un sitio de paseo para las familias chiguanas. En el sector se encuentra un pintoresco puente colgante.

- Museo Etnográfico Chiminigagua: Recibe su nombre de una antigua deidad muisca. Se encuentra ubicado en la vereda Maza, a 20 minutos del casco urbano, es un museo dedicado a rescatar la historia y la cultura de Choachí, por lo que recolecta objetos indígenas, españoles y de la época republicana.

- Cementerio Municipal: Construido en 1780 a instancias del virrey Manuel Antonio Flórez Maldonado, y reconstruido en 1950. En 1993 y 1996 fue remodelado, procurando conservar el estilo artístico clásico con jardines, bóvedas, estatuas y caminos.

- Alto de La Virgen: Es un arco del triunfo levantado en 1950 en el lugar donde antiguamente terminaba el pueblo, como muestra de gratitud de los habitantes de Choachí por los muchos favores y protección de la Virgen. Muchos turistas acuden allí por ser un buen mirador.

- Pinturas rupestres: En Choachí se encuentran buenas muestras de pinturas rupestres precolombinas en las veredas La Victoria, Bobadilla y Resguardo Bajo, al occidente del casco urbano. Algunas de las rocas con pinturas indígenas han sufrido daños por parte de personas que han querido descubrir tesoros en su interior. Algunas versiones afirman que las pinturas fueron hechas por el mismo Bochica, para enseñarle a los muiscas su sabiduría.

## Personas destacadas
En Choachí nació el presbítero José Ignacio Pescador, uno de los firmantes del Acta de Independencia de 1810, siendo el único de raza indígena en firmar el histórico documento.
Héctor Sabogal. Literato, radicado en Bilbao, España. Autor de varios libros.

## Hermanamientos
La ciudad de Choachi tiene Hermanamientos con 3 ciudades alrededor del mundo:
- Valle de Bravo, México (2017)[6]
- Tonatico, México (2017)[7]
- El Oro, México (2017)[8]